# Trattati di Velasco
L'espressione trattati di Velasco indica due documenti firmati a Velasco (oggi Freeport) il 14 maggio 1836 tra Antonio López de Santa Anna, rappresentante il Messico, e la Repubblica del Texas, dopo la battaglia di San Jacinto (21 aprile 1836). I trattati fecero cessare le ostilità tra Texas e Messico e furono un importante passo avanti verso il riconoscimento dell'indipendenza del Texas.